# 뇌하수체 전엽 호르몬
뇌하수체 전엽 호르몬(腦下垂體前葉─, 영어: anterior pituitary hormone)은 뇌하수체 전엽에서 분비되는 호르몬을 통틀어부르는 말로 대표적으로는 갑상선자극호르몬, 부신피질자극호르몬, 여포자극호르몬, 황체형성호르몬, 생장호르몬, 프로락틴의 6종의 호르몬이 포함되어있다. 이들은 다른 기관의 기능을 조절하는 역할을 하여 대사, 성장, 생식등 복잡한 작용들을 조절한다.

## 같이 보기
- 호르몬
- 뇌하수체